# Marian Harkin

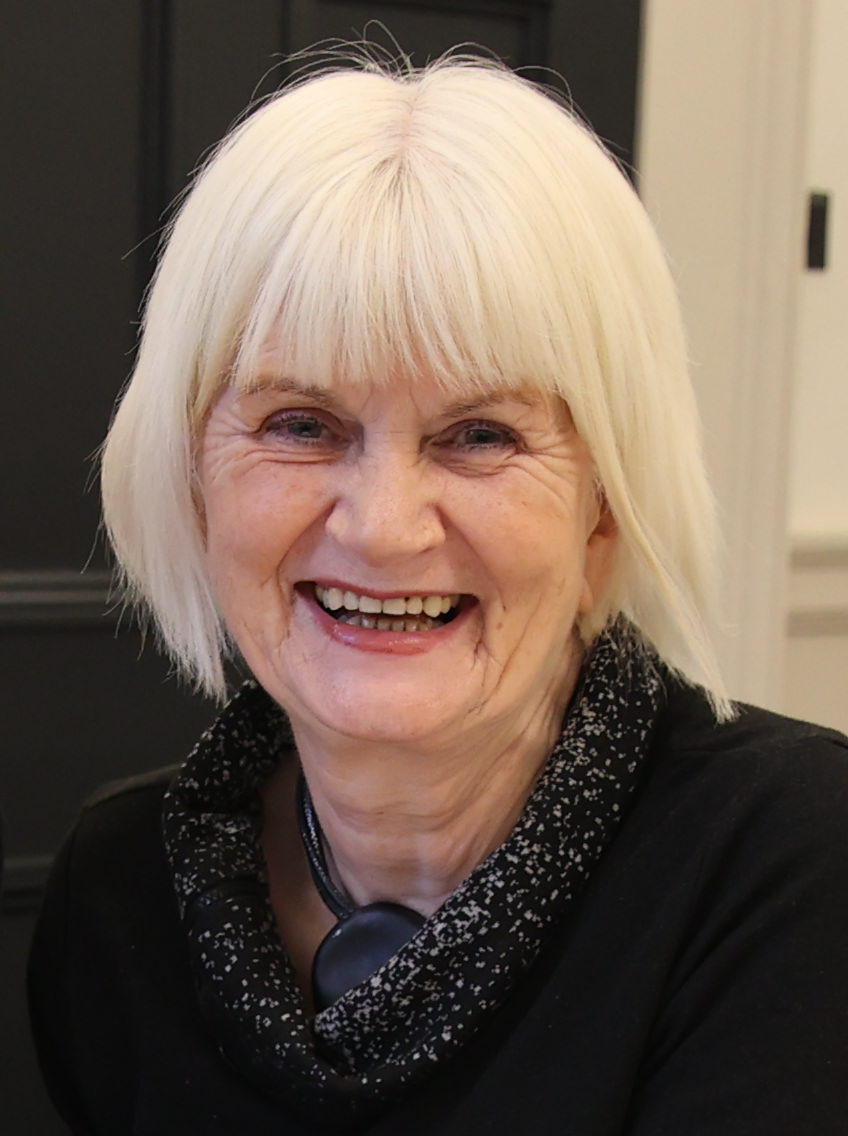
Marian Harkin, 2024

Marian Harkin (* 26. November 1953 in Sligo) ist eine irische Politikerin, Mitglied des irischen Parlaments Dáil Éireann und ehemaliges Mitglied des Europäischen Parlaments.

## Leben
Harkin studierte Mathematik am University College Dublin und erhielt dort 1976 ihren Bachelor of Science. Ein Jahr später erhielt sie ihr Höheres Diplom in Erziehungswissenschaft. Nach Beendigung ihres Studiums arbeitete Harkin von 1977 bis 2002 als Mathematiklehrerin. 1999 kandidierte sie erfolglos für einen Sitz im Europäischen Parlament. 2002 wurde sie dann als unabhängige Kandidatin in den 29. Dáil Éireann gewählt. 2004 erfolgte ihre Wahl in das Europäische Parlament. Bei den Wahlen zum 30. Dáil Éireann verzichtete sie 2007 auf eine erneute Kandidatur, um sich voll auf ihr Mandat als Europaabgeordnete zu konzentrieren. Im Europäischen Parlament gehörte sie der Fraktion der Allianz der Liberalen und Demokraten für Europa an und war dort Mitglied des Vorstands. Außerdem gehört sie der Europäischen Demokratischen Partei an.
Als Abgeordnete im Europäischen Parlament war sie Mitglied im Ausschuss für Beschäftigung und soziale Angelegenheiten und in der Delegation für die Beziehungen zu den Vereinigten Staaten. Des Weiteren ist sie Stellvertreterin im Ausschuss für Landwirtschaft und ländliche Entwicklung, im Petitionsausschuss und in der Delegation für die Beziehungen zu Australien und Neuseeland. 
Nachdem sie 2009 und 2014 ihr Mandat verteidigen konnte, trat sie bei der Europawahl 2019 nicht wieder an. Bei den irischen Parlamentswahlen 2020 und 2024 wurde Harkin wieder in die Dáil Éireann gewählt. In der Regierung Martin II wurde sie zur Staatsministerin für Aus-, Fort- und Weiterbildung, Bauwesen und Klimakompetenzen ab dem 29. Januar 2025 ernannt.

## Familie
Harkin lebte bis 1996, als ihr Mann starb, mit ihrer Familie in Manorhamilton. Ihr Ehemann hatte dort einen Supermarkt besessen. Nach dem Tod ihres Mannes zog sie mit ihren zwei Söhnen nach Sligo, wo sie momentan lebt.